# MAMA Award para Melhor Artista Internacional
O Mnet Asian Music Award para Melhor Artista Internacional (베스트 인터내셔널 아티스트상) é um prêmio apresentado anualmente pela CJ E&M Pictures (Mnet). Foi concedido pela primeira vez na primeira cerimônia do Mnet Asian Music Awards realizada em 1999; o artista internacional Ricky Martin recebeu o prêmio, que é dado em homenagem aos artistas internacionais que alcançaram reconhecimento global na indústria da música.

## Lista de vencedores
| Ano[I]     | País | Vencedor(es) - Canção                      |
| ---------- | --- | ------------------------------------------ |
| 1999 (1ª)  | Estados Unidos | Ricky Martin - "Livin' La Vida Loca"       |
| 1999 (1ª)  | Indicados - Backstreet Boys - "I Want It That Way" - Cher - "Believe" - Geri Halliwell - "Look at Me" - Sting - "Brand New Day" - TLC - "No Scrubs"                                                                          |                                            |
| 2000 (2ª)  | Estados Unidos | Britney Spears - "Oops!... I Did It Again" |
| 2000 (2ª)  | [ nota 1 ] |                                            |
| 2001 (3ª)  | Estados Unidos | N'Sync - "Pop"                             |
| 2001 (3ª)  | Indicados - Bosson - "One in a Million" - Brian McKnight - "Love of My Life" - M2M - "Everything" - Mariah Carey - "Loverboy" - Michael Jackson - "You Rock My World" - Westlife - "Uptown Girl"                             |                                            |
| 2002 (4ª)  | Estados Unidos | Eminem - "Without Me"                      |
| 2002 (4ª)  | Indicados - Blue - "All Rise" - Britney Spears - "I'm Not a Girl, Not Yet a Woman" - Christina Aguilera - "Dirrty" - Linkin Park - "Points of Authority" - Shakira - "Objection (Tango)" - Stereophonics - "Have a Nice Day" |                                            |
| 2003 (5ª)  | Estados Unidos | Linkin Park - "Somewhere I Belong"         |
| 2003 (5ª)  | Indicados - Beyoncé - "Crazy in Love" - Gareth Gates - "Anyone of Us (Stupid Mistake)" - Stacie Orrico - "Stuck" - t.A.T.u. - "All the Things She Said"                                                                      |                                            |
| 2004 (6ª)  | Estados Unidos | Usher - "Yeah!"                            |
| 2005 (7ª)  | Estados Unidos | The Black Eyed Peas - "Don't Lie"          |
| 2006 (8ª)  | Estados Unidos | The Pussycat Dolls - "Buttons"             |
| 2007 (9ª)  | nenhum | nenhum                                     |
| 2008 (10ª) | nenhum | nenhum                                     |
| 2009 (11ª) | Estados Unidos | The Pussycat Dolls                         |
| 2010 (12ª) | Estados Unidos | Far East Movement                          |
| 2011 (13ª) | nenhum | nenhum                                     |
| 2012 (14ª) | Coreia do Sul | Psy - "Gangnam Style"                      |
| 2013 (15ª) | Noruega | Ylvis - "What Does the Fox Say?"           |
| 2014 (16ª) | Estados Unidos | John Legend - "All of Me"                  |

↑[I]  Cada ano está ligado ao artigo sobre o Mnet Asian Music Awards realizado naquele ano.

## Prêmios múltiplos para Artista Internacional
Até 2014, somente um (1) artista recebeu o título duas ou mais vezes.
| Artista            | Número de prêmios | Primeiro ano premiado | Último ano premiado |
| ------------------ | ----------------- | --------------------- | ------------------- |
| The Pussycat Dolls | 2                 | 2006                  | 2009                |

## Galeria

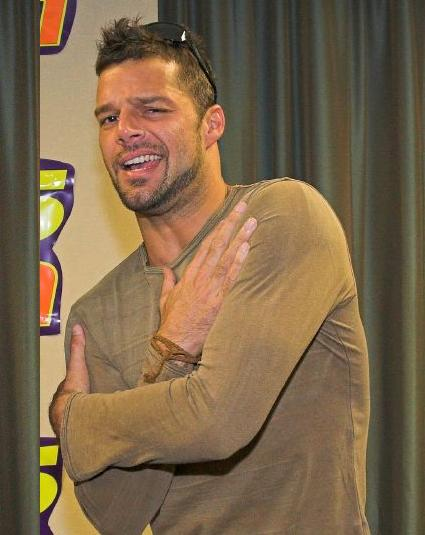
Ricky Martin, primeiro vencedor (1999)
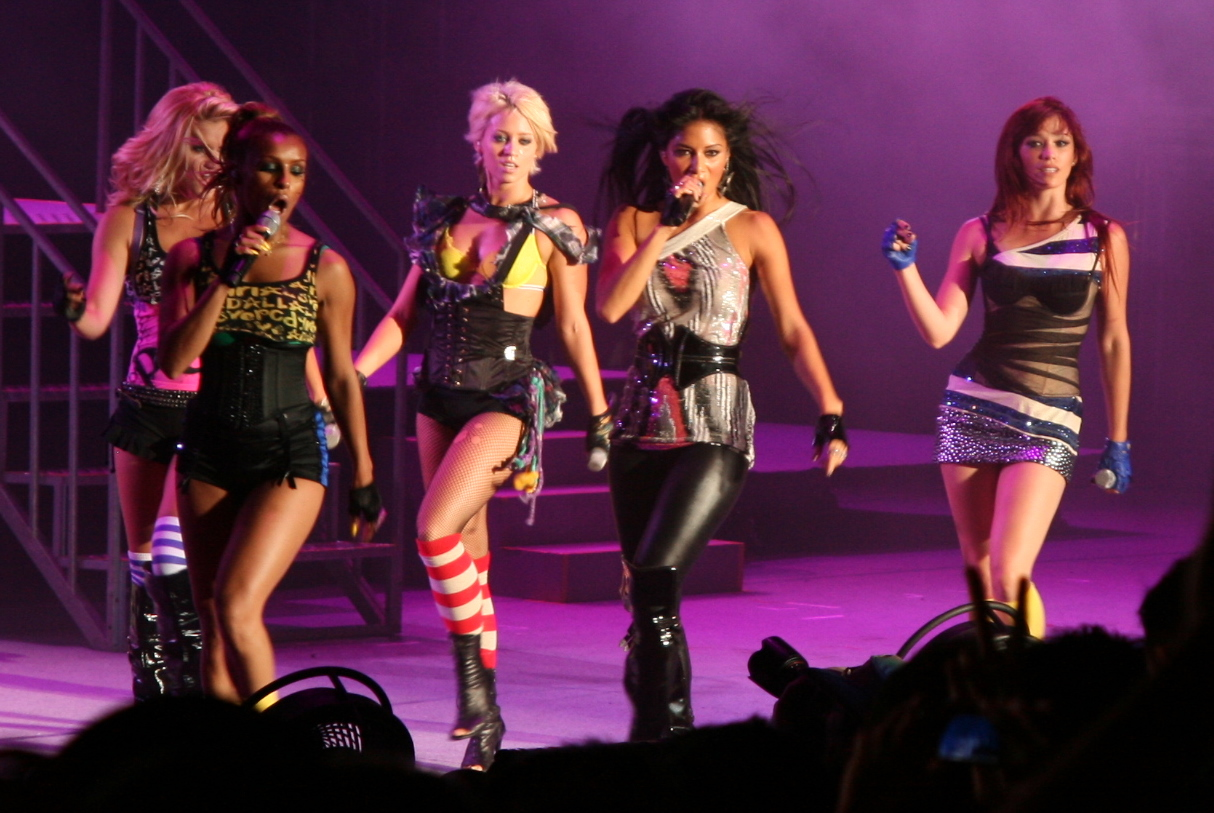
The Pussycat Dolls, vencedor por duas vezes (2006-2009)
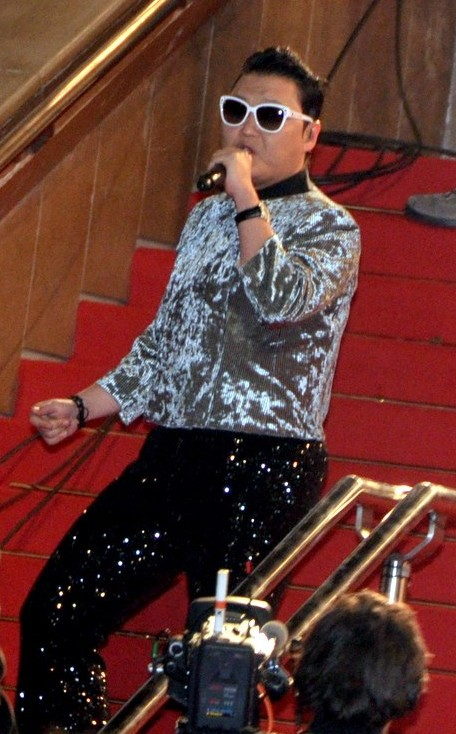
Psy, primeiro vencedor sul-coreano (2012)
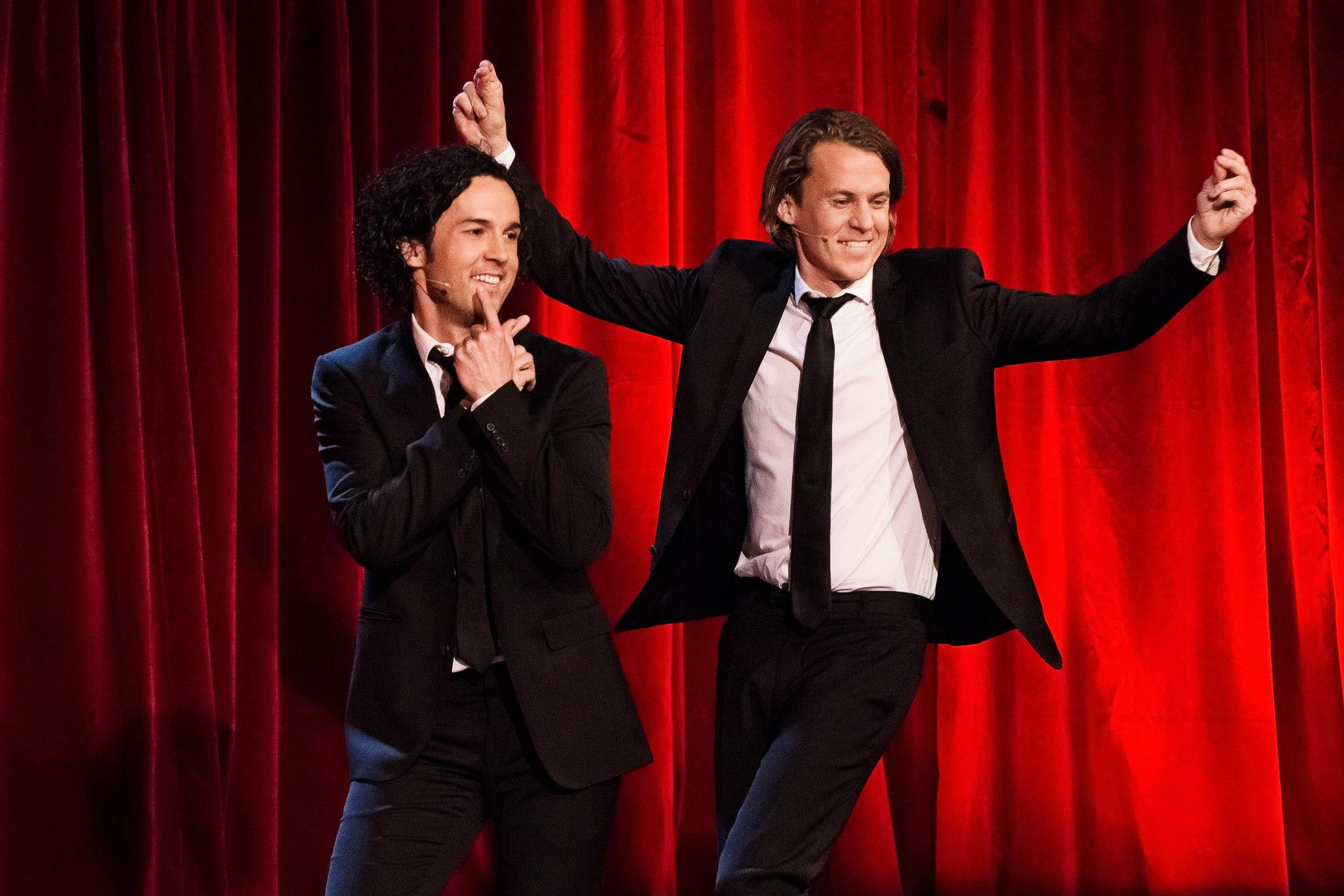
Ylvis, primeiro vencedor First norueguês (2013)
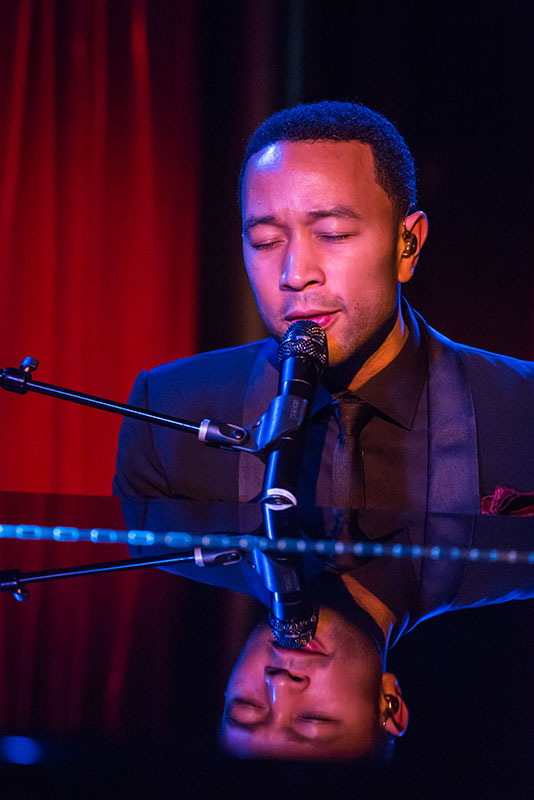
John Legend, atual vencedor do prêmio (2014)